# Katamari Original Soundtrack Damacy
Katamari Original Soundtrack Damacy (塊オリジナルサウンドトラック魂, Katamari Orijinaru Saundotorakku Damashii) é a trilha sonora em dois discos para o jogo da série Katamari, mais especifico para Me & My Katamari.
Ele foi lançado em 26 de Dezembro de 2005, ao mesmo tempo que na América do Norte era lançado o jogo Me & My Katamari para o Sony PSP.
Este álbum é uma compilação das muitas novas músicas do jogo Me & My Katamari, que anteriormente não foram lançadas no álbum We Love Katamari. O disco 2 é quase que orquestrado inteiramente, exceto na faixa três feito com som ambiente, faixa dois com som de taiko, e a faixa um como a cappella.

## Faixas

### Disco 1
(duração total 55:38)
| Faixa # | Música                           | Duração |
| ------- | -------------------------------- | ------- |
| 1       | Overture 3                       | 2:35    |
| 2       | Katamari on the Funk             | 10:22   |
| 3       | Katamaresort                     | 3:04    |
| 4       | Shabadoobie                      | 3:01    |
| 5       | Jesus Island                     | 4:47    |
| 6       | Family Damacy                    | 4:41    |
| 7       | Katamari on the Moog             | 0:32    |
| 8       | Shine! Mr. Sunshine              | 5:36    |
| 9       | Katamarythm Box                  | 1:41    |
| 10      | Dan Don Fuga                     | 2:14    |
| 11      | Tron the Grasslands              | 4:27    |
| 12      | One Tip March                    | 2:43    |
| 13      | Do Re Mi Katamari Do             | 3:13    |
| 14      | Starlight Jamboree               | 2:56    |
| 15      | Everyone Dancing Katamari Damacy | 1:00    |
| 16      | Love & Peace & Katamari Damacy   | 0:43    |
| 17      | Big Cosmos Salon                 | 3:03    |

### Disco 2
(duração total 53:17)
| Faixa # | Música                                                          | Duração |
| ------- | --------------------------------------------------------------- | ------- |
| 1       | In a Muddle                                                     | 7:05    |
| 2       | Kanewood Edge ~ Morning                                         | 0:40    |
| 3       | None But the Lonely Heart... Op. 6-6                            | 2:51    |
| 4       | Presto Scherzando                                               | 1:35    |
| 5       | Appassionate, Allegro Moderato ~ From "Tales of Eternia Online" | 2:15    |
| 6       | Super Taiko Damacy                                              | 0:59    |
| 7       | None But the Lonely Heart... Op. 6-6                            | 2:58    |
| 8       | Super Taiko Damacy ~ Refrain                                    | 0:26    |
| 9       | Sadness                                                         | 1:42    |
| 10      | Stizzoso                                                        | 1:08    |
| 11      | Kanewood Edge ~ Day                                             | 0:33    |
| 12      | Con Energico                                                    | 5:49    |
| 13      | Sento nel Core ~ Arrange Version from "Splatterhouse"           | 4:24    |
| 14      | Kuttsuki Taro                                                   | 2:43    |
| 15      | Misterioso                                                      | 3:03    |
| 16      | Chaotic Ambience                                                | 0:54    |
| 17      | Andante, Con Moto, Grandioso                                    | 1:41    |
| 18      | Big Fire                                                        | 1:55    |
| 19      | Night Moo Moo                                                   | 0:41    |
| 20      | Kanewood Edge ~ Star                                            | 9:55    |